# Raúl Lorenzo Batlle
Raúl Lorenzo Batlle Lamuraglia es un empresario y político uruguayo, perteneciente al Partido Colorado, que se desempeñó como Senador de Uruguay desde 2021 hasta 2024. 

## Biografía
Hijo de la argentina Noemí Lamuraglia (fallecida en 2020) y del abogado, político y periodista Jorge Batlle Ibáñez, presidente de Uruguay entre el año 2000 y 2005; tiene una hermana, Beatriz. Casado con Helena Morador, tienen dos hijos: Lorenzo y Gerónimo Batlle Morador.
Es apodado popularmente como "el Mono".

## Actividad
Durante tres décadas trabajó en el ámbito financiero, desempeñándose sucesivamente en Lloyds TSB, Crédit Agricole y, desde 2018, como accionista gerente en Kevlar Advisors.
Tras el fallecimiento de su padre, de cara a las elecciones internas de 2019 integró una lista de candidatos en apoyo a la precandidatura de José Amorín Batlle; fue acompañado por su hermana, y por figuras políticas de cuño quincista como Ricardo Rachetti, Carlos Ramela y José Villar. Para las elecciones parlamentarias de octubre de ese año, Batlle es incluido como segundo suplente en la lista de candidatos al Senado de Batllistas Unidos, detrás de Julio María Sanguinetti y Tabaré Viera.
En agosto de 2021, habiendo renunciado Sanguinetti a su banca senatorial, y tras el nombramiento de Viera al frente del Ministerio de Turismo, Batlle asume la banca en el Senado.
En junio de 2023, Raúl Batlle buscó impulsar una posible precandidatura de Gabriel Gurméndez.A finales de septiembre de 2023 el sector de la lista 15 lanzó un comunicado, firmado por el senador Raúl Batlle, solicitando a Gurméndez que renuncie a la presidencia de Antel antes del día 27 de octubre de 2023 para que así pueda ponerse al frente de una precandidatura a Presidente por el Partido Colorado.Gurméndez renunció el 26 de octubre de 2023 para dedicarse a su campaña como precandidato a la Presidencia de la República por el Partido Colorado.
A finales de 2023, el senador Batlle presentó un proyecto de ley que buscaba la derogación de los dos artículos 329 y 330 aprobados en la  Rendición de Cuentas que tuvieron como consecuencia la  amenaza de la plataforma internacional Spotify de retirarse del país si no se modificaban esos artículos a los que considera perjudicial para su negocio.
Raúl Batlle es una de las figuras entrevistadas en el documental de 2024 dirigido por Federico Lemos Jorge Batlle, entre el cielo y el infierno.